# Johnson (Ontario)
Johnson to gmina (ang. township) w Kanadzie, w prowincji Ontario, w dystrykcie Algoma.
Powierzchnia Johnson to 119,67 km². Według danych spisu powszechnego z roku 2001 Johnson liczy 658 mieszkańców (5,50 os./km²).